# Gypsophila litwinowii
Gypsophila litwinowii là loài thực vật có hoa thuộc họ Cẩm chướng. Loài này được Koso-Pol. mô tả khoa học đầu tiên năm 1922.